# Dibete Station
Dibete Station é uma vila localizada no Distrito Central em Botswana. Possuía, em 2011, uma população estimada de 1 083 habitantes.